# Joosia umbellifera
Joosia umbellifera là một loài thực vật có hoa trong họ Thiến thảo. Loài này được H.Karst. mô tả khoa học đầu tiên năm 1859.